# تشراغ آباد بيردوستي (مقاطعة دلفان)
تشراغ‌آباد بيردوستي (بالفارسية: چراغ‌آباد پیردوستی) هي قرية تقع في قسم ايتيوند الشمالي الريفي (مقاطعة دلفان) في إيران. يقدر عدد سكانها بـ 60 نسمة بحسب إحصاء 2016.